# Галль, Базиль
Базиль Галль (Холл, англ. Basil Hall, 31 декабря 1788, Эдинбург — 11 сентября 1844, Госпорт) — английский мореплаватель, путешественник-исследователь и писатель, член Лондонского королевского общества. Приобрёл известность исследованием восточных берегов Азии. Исследовал берега полуострова Кореи и островов Рюкю и впервые описал их в сочинении «Отчёт о путешествии к западному берегу Кореи и островам Лиу-Киу в Японском море» (Account of a Voyage of Discovery to the West Coast of Corea and the Great Loo-Choo Island in the Japan Sea, Лондон, 1818), затем путешествовал вдоль западных берегов Южной Америки и дал интересные описания Чили, Перу и Мексики в сочинении Extracts From a Journal Written on the Coasts of Chili, Peru, and Mexico in the years 1820, 1821, 1822 (Лондон, 1824). Автор многочисленных научных и литературных трудов.

## Биография
Родился в Эдинбурге в Шотландии, хотя фамильный дом находится в Данграссе в графстве Ист-Лотиан. Второй сын шотландского геолога сэра Джеймса Холла из Данграсса, 4-го баронета и брат леди Магдален Де Ланси (Magdalene De Lancey, 1793—1822), написавшей книгу A Week at Waterloo in 1815. Учился в Королевской средней школе в Эдинбурге. В 1802 году поступил на службу в Королевский военно-морской флот Великобритании. В 1802 году стал лейтенантом, позднее капитаном. На флоте начал вести дневники.
В 1811 году во время службы на HMS Endymion Базиль Галль был членом группы под командованием помощника капитана Ричарда Аллейна (Richard Israel Alleyn), которая высадилась на скалу Роколл. Он описал это событие в Fragments of voyages and travels.
Капитан Галль обнаружил гранитные жилы, секущие сланцы, в ущелье Платтеклип горы Столовой, которые описал в письмах своему отцу-геологу сэру Джеймсу Холлу, своему другу Джону Плейфэру и другим в 1812 году. В 1813 году капитан Галль в соавторстве с Джоном Плейфэром опубликовал статью в Transactions of the Royal Society of Edinburgh о геологии горы Столовой и Капского полуострова. В 1816—1817 году Кларк Абель во время путешествия в Китай провёл геологические исследования и обнаружил гранитные жилы, секущие сланцы, в Си-Пойнт в Кейптауне. В 1818 году он впервые описал их. В 1836 году это место посетил Чарлз Дарвин во время путешествия на корабле «Бигль». В 1953 году это место объявлено историческим памятником и Национальный совет памятников установил мемориальную доску. Также Геологическое общество ЮАР установило мемориальную доску.
В 1816 году Базиль Галль был командиром корабля HMS Lyra, 10-пушечного бриг-шлюпа типа «Чероки», к которому относился также «Бигль» экспедиции Дарвина. Он был послан, чтобы известить о прибытии в Китай посла Уильяма Амхерста и от залива Бохайвань с 28 июля сопровождал HMS Alceste под командованием Мюррея Максвелла и грузовой ост-индский корабль General Hewett. 8 августа экспедиция прибыла в устье реки Хайхэ, куда доставила посла Амхерста. Затем экспедиция Максвелла и Галля исследовала побережье Жёлтого моря. Маквелл отправился на север к Ляодунскому полуострову, а Галль на юг. Затем они встретились в заливе Цзяочжоувань. 29 августа экспедиция Максвелла и Галля покинула залив и направилась изучать западные берега Корейского полуострова, открыла Корейский архипелаг, затем посетила острова Рюкю. 16 сентября они стали на якорь в Наха на острове Окинава. Затем обогнули с юга Тайвань и 2 ноября спустя шесть недель путешествия прибыли к устью Чжуцзян. Галль описал путешествие в сочинении «Отчёт о путешествии к западному берегу Кореи и островам Лиу-Киу в Японском море» (Account of a Voyage of Discovery to the West Coast of Corea and the Great Loo-Choo Island in the Japan Sea, Лондон, 1818).
В мае 1820 года капитан Галль назначен командиром корабля HMS Conway. В августе отплыл из Портсмута в Южную Америку. Из Рио-де-Жанейро по приказу Томаса Харди, командующего силами флота в Южной Америке отплыл в Вальпараисо, куда прибыл на Рождество. Затем отправился в Кальяо, куда прибыл 31 января 1821 года. 18 февраля Галль находился в Лиме с визиром у вице-короля Перу Хосе де ла Серна и его предшественника Хоакина де ла Песуэла. 23 февраля Галль отплыл из Кальяло и 24 февраля встретился с Томасом Кокрейном на его флагмане San Martin. 28 февраля прибыл в Вальпараисо. В Сантьяго Галль встретился с командующим Харди. 26 мая Галль отплыл на север вдоль побережья, посетил порты Арика, Ило и Мольендо. 24 июня Галль вернулся в Кальяо и 25 июня встретился с Хосе де Сан-Мартином, который 28 июля провозгласил в Лиме независимость Перу от Испании. Затем Галль отплыл в Консепсьон и Арауко, откуда вернулся в Вальпараисо. 14 ноября Галль покинул Вальпараисо и отправился на север, где останавливался у Кокимбо и Копьяпо. В декабре находился в Кальяло. Затем отправился в мексиканский порт Сан-Блас, по пути останавливаясь в городах Пайта, Гуаякиль, на островах Галапагос, в городах Панама и Акапулько. В Сан-Блас прибыл 28 марта. 15 июня капитан Галль из Сан-Бласа отплыл в Англию. 12 сентября прибыл в Рио-де-Жанейро. Весной 1823 года прибыл в Чатем в Англии. Галль описал это путешествие в сочинении Extracts From a Journal Written on the Coasts of Chili, Peru, and Mexico in the years 1820, 1821, 1822 (Лондон, 1824).
По собственным словам Галля, сказанным в присутствии Петра Андреевича Вяземского, он «побывал чуть ли не во всех частях света». В 1831—1833 гг. в Лондоне в девяти томах, а в 1831—1834 гг. в трёх томах во французском переводе вышли «Мемуары и путешествия» (Fragments of voyages and travels). Сочинения Галля имелись в библиотеке Пушкина, отзывы о них есть у Петра Андреевича Вяземского и в «Записках» Сергея Николаевича Глинки. С Галлем был дружен Александр Иванович Тургенев.
Александр Иванович Тургенев свёл знакомство с Базелем Галлем, «умным писателем и упрямым тори» в Женеве в 1833 году. Тургенев обедал у него, бывал на вечерних приёмах и вёл беседы. Галля и Тургенева объединяла страсть к перемене мест, сделавшая Холла поистине неутомимым путешественником по всему миру. Базиль Галль уступал Тургеневу в образовании и широте умственных интересов, но о многом мог рассказать. Любимой темой их бесед стал Вальтер Скотт, которого они оба знали лично. Галль встретил Вальтера Скотта осенью 1831 года, видел сборы больного писателя в путешествие и переезд до Портсмута, откуда военный корабль, предоставленный английским правительством, должен был перевезти его на остров Мальту. Это подробно описано в третьем томе «Мемуаров и путешествий» Базиля Галля, в последней главе «Посадка сэра Вальтера Скотта на корабль в Портсмуте осенью 1831 г.» (Sir Walter Scott’s embarkation at Portsmouth in the autumn of 1831). Тургенев изложил эту главу в письме к Вяземскому с пространными выдержками и собственными комментариями. Галль дополнил главу устными рассказами, которые Тургенев сообщил в письмах к Вяземскому. Галль показывал Тургеневу рукопись романа «Антиквар» Скотта. При встрече со Скоттом в Портсмуте перед отъездом его в Италию, Галль показал ему его рукопись и получил авторское мнение о романе. Скотт написал в рукописи более двух страниц, что считает «Антиквара» лучшим своим романом. Галль знал жену и детей Вальтера Скотта.
В 1864—1865 году в Санкт-Петербурге в русском переводе в двух томах были опубликованы «Очерки морской жизни : Из записок и воспоминаний Базиля Галля».
Автор многочисленных научных и литературных трудов, в том числе «Путешествия в Северной Америке в 1827 и 1828 гг.» (Тravels in North America in the years 1827 and 1828, 1829), полуроман-полупутешествие Schloss Hainfeld, or a Winter in Lower Styria (Париж, 1836) и Patchwork (1841).
Умер 11 сентября 1844 года в возрасте 55 лет в Королевском госпитале Хаслар в Госпорте.